# Londoni Munkáspárt
A Londoni Munkáspárt (London Labour) a Munkáspárt helyi szervezete Nagy-Londonban. Ez a legnagyobb londoni politikai párt, amely jelenleg magának tudhatja a Londoni Közgyűlés irányítását, és London 32 kerületéből 21-et irányít.

## Választási eredményei

### Parlamenti választások
Az alábbi táblázat a Londoni Munkáspárt eredményeit mutatja a brit általános választásokon Nagy-London létrehozása óta.
| Dátum | Dátum          | Szavazatok | %     | +/-   | Mandátumok | Változás |
| ----- | -------------- | ---------- | ----- | ----- | ---------- | -------- |
|       | 1974 februárja | 1,587,065  | 40.4% | 5.3%  | 50 / 92    | 5        |
|       | 1974 októbere  | 1,540,462  | 43.9% | 3.5%  | 51 / 92    | 1        |
|       | 1979           | 1,459,085  | 39.6% | 4.3%  | 42 / 92    | 9        |
|       | 1983           | 1,031,539  | 29.8% | 9.8%  | 26 / 84    | 16       |
|       | 1987           | 1,136,903  | 31.5% | 1.7%  | 23 / 84    | 3        |
|       | 1992           | 1,332,424  | 37.1% | 5.6%  | 35 / 84    | 12       |
|       | 1997           | 1,643,329  | 49.5% | 12.4% | 57 / 74    | 22       |
|       | 2001           | 1,306,869  | 47.3% | 2.2%  | 55 / 74    | 2        |
|       | 2005           | 1,135,687  | 38.9% | 8.4%  | 44 / 74    | 11       |
|       | 2010           | 1,245,637  | 36.6% | 2.3%  | 38 / 73    | 6        |
|       | 2015           | 1,545,080  | 43.7% | 7.1%  | 45 / 73    | 7        |
|       | 2017           | 2,087,010  | 54.6% | 10.9% | 49 / 73    | 4        |
|       | 2019           | 1,810,810  | 48.1% | 6.5   | 49 / 73    | Állandó  |

### Európa parlamenti választások
| Dátum | Dátum | Szavazatok | %     | +/-   | Mandátumok | Változás |
| ----- | ----- | ---------- | ----- | ----- | ---------- | -------- |
|       | 1979  | 566,525    | 35.0% |       | 1 / 10     |          |
|       | 1984  | 683,789    | 41.0% | 4.2%  | 5 / 10     | 4        |
|       | 1989  | 778,589    | 41.6% | 0.6%  | 7 / 10     | 2        |
|       | 1994  | 821,876    | 50.2% | 8.5%  | 9 / 10     | 2        |
|       | 1999  | 399,466    | 35.0% | 15.2% | 4 / 10     | 5        |
|       | 2004  | 466,584    | 24.8% | 10.3% | 3 / 9      | 1        |
|       | 2009  | 372,590    | 21.3% | 3.5%  | 2 / 8      | 1        |
|       | 2014  | 806,959    | 36.7% | 15.4% | 4 / 8      | 2        |
|       | 2019  | 536,810    | 23.9% | 12.7% | 2 / 8      | 2        |

## Fordítás
Ez a szócikk részben vagy egészben  a   London Labour című angol Wikipédia-szócikk ezen változatának fordításán alapul.  Az eredeti cikk szerkesztőit annak laptörténete sorolja fel. Ez a jelzés csupán a megfogalmazás eredetét és a szerzői jogokat jelzi, nem szolgál a cikkben szereplő információk forrásmegjelöléseként.